# 575년

## 연호
- 남진(南陳) 태건(太建) 7년
- 후량(後梁) 천보(天保) 14년
- 북제(北齊) 무평(武平) 6년
- 북주(北周) 건덕(建德) 4년
- 신라(新羅) 홍제(鴻濟) 4년

## 기년
- 남진(南陳) 선제(宣帝) 7년
- 북제(北齊) 후주(後主) 11년
- 북주(北周) 무제(武帝) 15년
- 신라(新羅) 진흥왕(眞興王) 36년
- 고구려(高句麗) 평원왕(平原王) 17년
- 백제(百濟) 위덕왕(威德王) 22년

## 사망
- 신라의 태자 김용수